# Paraphidippus inermis
Paraphidippus inermis là một loài nhện trong họ Salticidae.
Loài này thuộc chi Paraphidippus. Paraphidippus inermis được Frederick Octavius Pickard-Cambridge miêu tả năm 1901.